# Kościół Najświętszej Maryi Panny Bolesnej w Czeladzi
Kościół Najświętszej Maryi Panny Bolesnej – rzymskokatolicki kościół parafialny należący do dekanatu czeladzkiego diecezji sosnowieckiej. Znajduje się w czeladzkiej dzielnicy Piaski.
Jest to okazała świątynia wzniesiona dzięki staraniom pierwszego proboszcza i ufundowana przez francuskie Towarzystwo Bezimienne Kopalń Węgla „Czeladź" oraz pracowników kopalni „Czeladź", w latach 1922-1924. Świątynia powstała dzięki Wiktorowi Vianneyowi, krewnemu Proboszcza z Ars, ówczesnemu dyrektorowi kopalni. Kościół został zaprojektowany przez architektów francuskich m.in. dziekana kapituły w Besançon - ks. Abgrala (dziekana kapituły w Beranson) i reprezentuje styl neoromański, nawiązujący do wczesnochrześcijańskich bazylik rzymskich.
Świątynia została pobłogosławiona w 1924 roku przez biskupa kieleckiego Augustyna Łosińskiego, natomiast uroczyście została poświęcona (konsekrowana) w dniu 1 września 1957 roku przez biskupa częstochowskiego Zdzisława Golińskiego.

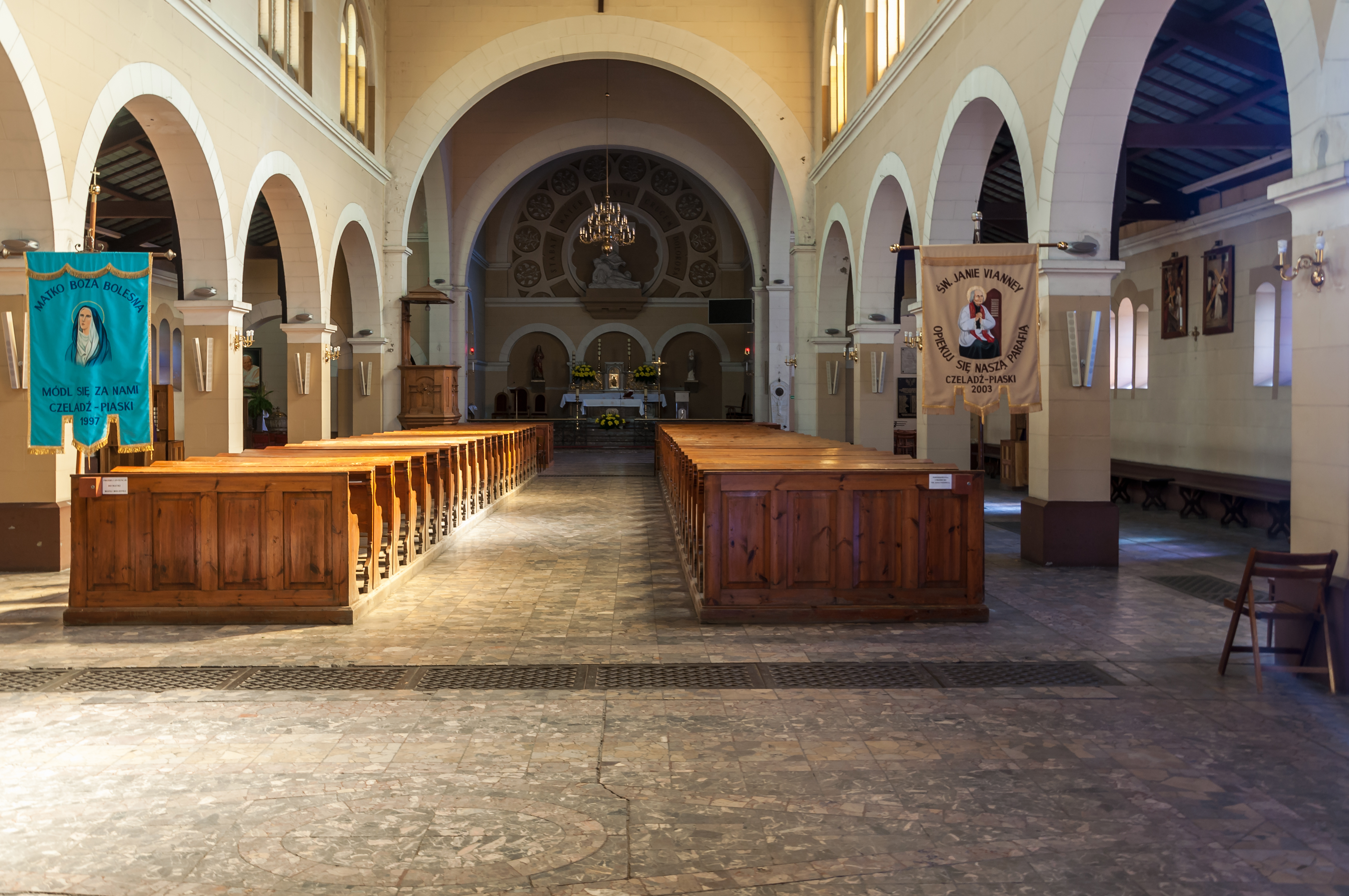
Wnętrze świątyni

Dzięki staraniom biskupa częstochowskiego Stanisława Nowaka od 6 października 1986 roku świątynia nosi tytuł sanktuarium św. Jana Vianneya, gdzie czczone są relikwie i jest rozwijany kult Świętego Proboszcza z Ars.
We wnętrzu znajdują się m.in. witraże wykonane w krakowskim Zakładzie Witrażów i Mozaik S. G. Żeleńskiego, których autorami są: Alfred Żmuda (1924 rok), Zofia Leśniakówna (1934 rok) oraz Adam Bunsch (1965-1968 rok). Świątynia posiada organy wykonane przez firmę Rieger.